# The Young Person's Guide to the Orchestra
The Young Person's Guide to the Orchestra (traducido del inglés sería Guía de orquesta para jóvenes, Op. 34), es una composición musical de Benjamin Britten de 1945 con un subtítulo "Variations and Fugue on a Theme of Purcell" (Variaciones y fuga sobre un tema de Purcell). En origen fue un encargo para una película documental educativa titulada The Instruments of the Orchestra (Los instrumentos de la orquesta) dirigida por Muir Mathieson y que presentaba a la Orquesta Sinfónica de Londres dirigida por Malcolm Sargent. La obra es una de las piezas más conocidas del compositor, y es una de las tres partituras usadas habitualmente en la educación musical de los niños, junto con El carnaval de los animales de Saint-Saëns y Pedro y el lobo de Prokófiev.
Esta obra, en palabras del compositor, se inscribe afectivamente en los niños de John y Jean Maud: Humphrey, Pamela, Caroline y Virginia, para su edificación y entretenimiento.

## Estructura
El trabajo se basa en el rondeau de la música incidental de Henry Purcell para  Abdelazer de Aphra Behn, y se estructura, de conformidad con el plan de la película documental original, como una forma de mostrar los colores de tono y las capacidades de las distintas secciones de la orquesta.
En la introducción, el tema es interpretado inicialmente por toda la orquesta, a continuación, por cada familia importante de los instrumentos de la orquesta: en primer lugar los instrumentos de viento, luego los metales, seguido de las cuerdas y, finalmente, por la percusión. Cada variación cuenta con un instrumento en particular en profundidad, pasando por cada familia de más a menos agudo (del orden de las familias es ligeramente diferente a la introducción). Así, por ejemplo, la primera variación cuenta con el flautín y flautas; cada miembro de la familia de viento de madera a continuación, toca una variación, que termina con el fagot; y así sucesivamente, pasando por las cuerdas, metales, y finalmente la percusión.
Después de que toda la orquesta haya sido desmenuzada en distintas piezas, se vuelve a ensamblar mediante un original fuga que se inicia con el flautín, seguido por todo el viento-madera, cuerdas, metales y percusión, por turnos. Una vez que todo el mundo ha entrado, se reintroducen los metales (con un golpe de tamtam) con melodía original de Purcell.
Las secciones de la pieza y los instrumentos introducidos por las variaciones son como sigue.
TemaAllegro maestoso e largamente
Tutti, instrumentos de viento, metales, cuerdas, a continuación, la percusión
Variación APresto
Flautín y flauta
Variación BLento
Oboes
Variación CModerato
Clarinetes
D VariaciónMarcia alla Allegro
Fagotes
Variación EBrillante: polacca alla
Violines
Variación FMeno mosso
Violas
Variación GLusingando
Violoncelos
Variación HCominciando lento ma poco un poco de aceleración. al Allegro
Contrabajos
Variación IMaestoso
Arpa
J VariaciónL'istesso tempo
Trompa
Variación KVivace
Trompetas
L VariaciónAllegro pomposo
Trombones y tuba
Variación MModerato
Percusión (timbales; bombo y platillos; pandereta y triángulo; caja y caja china; xilófono; castañuelas y tamtam; látigo; tutti percusión)
FugaAllegro molto

## Narración
La narración para la película documental fue escrita por el amigo de Britten Eric Crozier, y a veces se habla por el director o un narrador diferente durante la representación de la pieza. El compositor también preparó una versión sin narración. La versión sin narración es la más frecuentemente grabada. El comentario a menudo se cambia entre las grabaciones.